# Свидетельствование
Свидетельствование (англ. witnessing, фр. témoignage, нем. Zeugnis) — передача личного религиозного знания, переживания и опыта другим людям.
Свидетельствование представляет собой персональную передачу религиозных переживаний и знаний другим людям. В религиоведении термин «свидетельствование» является частью понятия «вероисповедание». Объявление верующим о подлинности исповедуемой им религии сопровождается приведением примеров из собственной жизни, иллюстрирующих воздействие сакрального на человека. Свидетельствование как право верующего упоминается Конституционным Судом Российской Федерации и в решениях Европейского суда по правам человека. Свидетельствовать о религиозном опыте и образе жизни может не только отдельный верующий, но и религиозная община в целом.

## Формы

### Христианство
Христианское свидетельствование включает осуществляемые средствами массовой информации, уличными проповедниками и другими средствами публичную или личную проповедь, распространение Библии, религиозных брошюр, газет и/или журналов. Согласно Библии, Иисус посылал своих учеников на проповедь по двое, и они приходили в дома (ср. Лук. 10:1—12).

### Ислам
В исламе публичное свидетельствование своей веры называется шахадой, при произнесении которой, рядом, как правило, находятся три мусульманина. В русскоязычной исламской литературе понятие веры подразумевает «признание сердцем и свидетельствование языком».

### Новые религиозные движения
Для новых религиозных движений (Церковь Иисуса Христа Святых последних дней, Международное общество сознания Кришны и др.) свидетельствование является важным способом взаимодействия с обществом.
Новым религиям присущи уличная проповедь и прямое индивидуальное обращение к людям. Например, в 1950-х годах, согласно мемуарам Мун Сон Мёна, последователи Церкви объединения свидетельствовали в студенческих городках Сеула, что привело к значительному приросту членства организации за счёт студентов и преподавателей университетов.

## Исторические примеры
В 1792 году в Кеттеринге, Англия, Уильямом Кэри была основана Всемирная миссия BMS, миссионеры которой свидетельствовали в Южной Азии.
В 1865 году Хадсон Тейлор в Англии основал Зарубежное миссионерское братство, которое занималось свидетельствованием в Восточной Азии.
В 1893 году в Лагосе в Нигерии Уолтер Гованс, Роуленд Бингэм и Томас Кент основали SIM для отправки миссионеров для свидетельствования в Африке, Южной Америке и на Ближнем Востоке.
В 1899 году Сэмюэл Хилл, Джон Николсон и Уильям Найтс основали Gideons International, организацию, которая бесплатно распространяет Библии в отелях, мотелях, больницах, военных базах, тюрьмах, школах и университетах в Джейнсвилле, штат Висконсин, США.
В 1960 году в США Лореном Каннингемом и его женой Дарлин была основана организация «Молодежь с миссией» для свидетельствования в молодёжной среде во многих странах мира.
В 1974 году Билли Грэм и Лозаннский комитет по всемирной евангелизации организовали в Лозанне Первый международный конгресс по свидетельствованию.

## Свидетельствование и прозелитизм
Некоторые считают свидетельствование прозелитизмом, в то время как другие утверждают, что свидетельствование — проявление свободы слова. Тот факт, что евангельские христиане публично говорят о своей вере, часто подвергается критике со стороны средств массовой информации и часто ассоциируется с прозелитизмом. По их мнению, свобода религии и свобода выражения мнений позволяют им обсуждать свою веру так же, как они обсуждали бы другие темы.
Также существует представление о том, что свидетельствование и миссионерство отличается от прозелитизма конечной целью: в то время как прозелитизм является средством пополнения рядов членов той или иной религиозной организации, свидетельствование не несет этой функции, а является средством выражения собственных религиозных взглядов и переживаний, не неся главной функции обращения в свою веру.